# Luminol
El luminol (C₈H₇N₃O₂) és un compost químic que emet quimioluminescència, amb una brillantor blava, quan entra en contacte amb un agent oxidant. És un sòlid cristal·lí blanc, lleugerament groguenc, soluble en la majoria de dissolvents orgànics polars però insoluble en aigua.
El luminol és utilitzat pels investigadors forenses per tal de detectar traces de sang en l'escena del crim, ja que reacciona amb el ferro de l'hemoglobina. També s'utilitza en biologia cel·lular per a detectar coure, ferro i cianurs, a més de la detecció de proteïnes específiques per la Transferència Western (Western blot en anglès).
Per l'anàlisi d'una àrea, es pot ruixar la zona de forma regular amb luminol, de forma que les traces d'oxidants donen lloc a una brillantor blava de la substància, que pot ser vista en la foscor. La brillantor dura uns 30 segons, però els seus efectes es poden percebre en una fotografia de llarga exposició. És important aplicar el luminol uniformement, per evitar una aparença esbiaixada, com ara zones en què sembla que hi hagi més sang perquè han rebut més esprai. La intensitat de la brillantor no indica la quantitat original de sang, només la distribució de les traces que hi queden.

## Síntesi
El luminol pot ser sintetitzat per una seqüència sintètica de dues etapes. Es parteix de l'àcid 3-nitroftàlic. Primer, la hidrazina (N₂H₄) s'escalfa amb l'àcid 3-nitroftàlic en un dissolvent d'alt punt d'ebullició, com el trietilenglicol. En aquestes condicions té lloc una reacció de condensació, amb pèrdua d'aigua, i es forma la 3-nitroftalhidrazida. La reducció del grup nitro a grup amino amb hidrosulfit de sodi (Na₂S₂O₄) produeix el luminol.
El luminol es va sintetitzar per primer cop a Alemanya el 1902, però no es va anomenar luminol fins a finals dels anys 1920.